# Groningen
 Ovo je glavno značenje pojma Groningen. Za pokrajinu pogledajte Groningen (pokrajina).
Groningen je najveći i glavni grad nizozemske pokrajine Groningen. Groningen je najveći grad na sjeveru Nizozemske i značajan sveučilišni centar.

## Povijest
Najstarija arheološka nalazišta na prostoru Groningena datiraju iz mlađeg kamenog doba (oko 3950. g.p.K). Prvi dokumenti koji spominju Groningen datiraju iz 1040. godine. U 13. st. je Groningen bio značajan trgovački centar i sagrađene su gradske zidine. U 15. st. je Groningen bio glavni grad pokrajine Frizije. Tada je sagrađen 127 m visok toranj Martini koji je u to doba bio najviša građevina u Europi.
Od 1594. je grad izgubio samostalnost i postao dio Nizozemske. Sveučilište je osnovano 1614. Nakon toga se grad jače razvio. Napadnut je u Trećem anglo-nizozemskom ratu 1672. Na samom kraju 2. svj. rata 1945. je došlo do Bitke kod Groningena u kojoj je sudjelovala kanadska intervencijska vojska koja je pobijedila njemačke snage uz pomoć nizozemskog pokreta otpora.

## Zemljopis
Groningen se nalazi na sjeveru Nizozemske. Smješten je nedaleko od obale Sjevernog mora. Reljef je nizinski i prevladava pješčano tlo. Oko grada postoji nekoliko jezera (najveće je Paterswoldsemeer južno od grada). Kroz grad je prokopano nekoliko kanala (najznačajniji je Van Starkenborghkanaal). U okolici ima mnogo nalazišta prirodnog plina.
Klima je umjerena s toplim ljetima i blagim zimama i relativno malim godišnjim razlikama temperature. U proljeće i ljeti pada više padalina.

## Znamenitosti
Najvažnija znamenitost je srednjovjekovni toranj Martini koji je u svoje doba bio najviši u Europi. Zanimljive su zgrade Sveučilišta Groningen. Značajan je Groningenski muzej građen 1994. u modernom stilu. Značajan je Znanstveni muzej i muzej stripova. Stanovnici Groningena mnogo koriste bicikle (preko polovice gradskog prometa se obavlja biciklima). Zato se Groningen naziva "Svjetski biciklistički grad".

## Gradovi prijatelji
- Graz, Austrija
- Jabalya, Palestina
- Kaliningrad, Rusija
- Katowice, Poljska
- Murmansk, Rusija
- Newcastle, Ujedinjeno Kraljevstvo
- Odense, Danska
- Oldenburg, Njemačka
- San Carlos, Nikaragva
- Tallinn, Estonija
- Tianjin, Kina
- Zlín, Češka